# Містечко Дерута і святі Романео та Рох
Містечко Дерута і святі Романео та Рох — фреска П'єтро Перуджіно.
Містечко Дерута — це нижня частина фрески із зображенням святих Романео та Роха.

## Різноманітні пределли
Якщо вівтарні образи були підпорядковані іконографічним схемам і традиції, то нижні частини — пределли — використовувались художниками для імпровізацій, орнаментів-візерунків, навіть для зображення побутових сцен. Ніякі канони на пределли не розповсюджувались, якщо те зображення не було гріховним. Пределли деяких майстрів виставлені нині в музеях і мають самостійне значення.

## Традиційність в зображенні святих
В зображенні святих — місцевого Романео та Роха Перуджіно йде за традицією. Вони в повний зріст, а Св. Рох демонструє язву на стегні, що один з атрибутів святого, заступника хворих на чуму. Святий Рох був надзвичайно популярним Святим, бо Італія і вся Західна Європа сильно потерпали від чуми.

## Опис твору
Архітектура вабила художника Перуджіно все життя. Він залюбки вивчав античні руїни. В багатьох своїх картинах антична за зразками архітектура є їх тлом. Величний, але вигаданий храм прикрасив і його відому фреску «Христос передає ключі від Раю Апостолу Петру» в Сікстинській капелі Ватикану.
Незвичним було зображення містечка Дерута понизу фрески. Це одна з перших ведут в мистецтві Італії 15 століття. Зазвичай Перуджіно малював вигадані, реконструйовані його уявою античні булівлі. Тут інший випадок, бо він звернувся до реального краєвиду міста, до середньовічних споруд Дерути, що наблизило фреску до сучасників і нащадків.